# Turecká vlajka

Turecká vlajka
Poměr stran: 2:3

Vlajka Turecka je tvořena červeným listem o poměru stran 2:3 s bílým půlměsícem a bílou pěticípou hvězdou, která se zvenku zhruba dotýká jedním cípem pomyslné spojnice dvou rohů půlměsíce a celý emblém je posunutý od středu kousek k žerdi.
Dnešní podoba turecké vlajky pochází z roku 1844. Oficiálně byla přijata 29. května 1936. Od turecké vlajky byla odvozena tuniská vlajka.

Vlajka tureckého prezidenta poměr stran: 2:3
Tuniská vlajka poměr stran: 2:3

## Rozměry

Rozměry turecké vlajky

- G – 1
- A – 1/2 G
- B – 1/4 G
- C – 1/16 G
- D	– 2/5 G
- E – 1/3 G
- F – 1/2 G
- L – 1 ½ G
- M – 1/30 G

## Historie
Půlměsíc a hvězda jsou staré islámské symboly. Půlměsíc byl na osmanské vlajce již v 16. století a hvězda (dříve osmicípá) od roku 1793. 

Prapory a vlajky Osmanské říše:
Dynastickou barvou Osmanů byla červená už od středověku
Z obrazu H. Bosche, zhruba 15.–16. století
16.–17. století
Vlajka z doby panování Selima I. (od roku 1517)
Vojenský prapor z bitvy u Goroszló (1601)
Prapor z doby obléhání Vídně (1683)
Na ilustraci (1721)
Z obchodní mapy (kolem roku 1780)
Bowlesovo vyobrazení námořních vlajek (1783)
Od L. Hochenleittera (1787–1791)
1793–1844
Válečná vlajka balkánských válek a v první světové válce
1844–1922

Ostatní vlajky Osmanské říše
Sultánova standarta
Sultánova standarta (námořní)
Chalífská standarta
Muslimská obchodní vlajka (1453–1793)
Židovská obchodní vlajka (1453–1793)
Tzv. římská (myšleno křesťanská) obchodní vlajka (1453–1793)
Tzv. latinská (obvykle Albánci) obchodní vlajka (1453–1793)
Osmanská obchodní vlajka (1793–1923)